# Cornelis de Witt
Cornelis de Witt (Dordrecht, 15 juni 1623 – 's-Gravenhage, 20 augustus 1672) was in de Republiek der Zeven Verenigde Nederlanden een van de leidende personen van de staatsgezinden en behoorde tot de bekendste Hollanders van zijn tijd. Cornelis was de oudere broer van raadpensionaris Johan de Witt. Hij was lid van de vroedschap en regent in Dordrecht, ruwaard van de heerlijkheid Putten en baljuw van de Beijerlanden. Cornelis was in 1667 als gevolmachtigde van de Staten-Generaal aanwezig bij de Tocht naar Chatham. Zowel Cornelis als Johan werd op 20 augustus 1672 door orangisten vermoord, waarna hun lijken gruwelijk werden verminkt. De dubbele moord behoort tot de meest beschamende gebeurtenissen in de geschiedenis van Nederland.

## Biografie

### Leven
Cornelis was een zoon van Jacob de Witt, uit de regentenfamilie De Witt. Cornelis studeerde met zijn broer Johan rechten aan de Universiteit van Leiden. Het was indertijd de gewoonte dat rijke jongelingen na hun studie een grand tour door Europa maakten. Cornelis reisde met zijn jongere broer Johan vanaf 14 oktober 1645 naar Frankrijk, de Republiek Genève en ten slotte naar Engeland. Het was gebruikelijk om onderweg in Frankrijk te promoveren. Cornelis deed dat op 22 december 1645 in het Franse Angers tot doctor in de rechten. Op 27 juli 1647 keerden ze terug in Dordrecht.
Op 21 september 1650 trouwde Cornelis met Maria van Berckel (1632 - 1706). De huwelijksvoltrekking was korte tijd uitgesteld, omdat stadhouder Willem II van Oranje Statenlid Jacob de Witt in de staatsgevangenis slot Loevestein gevangen had gezet. Toen de vader van Cornelis na anderhalve maand werd vrijgelaten, kon pas getrouwd worden.

### Functies
Van 1652 tot 1654, tijdens de Eerste Engels-Nederlandse Oorlog, was hij lid van de admiraliteit van Rotterdam. Zijn broer Johan, die als raadpensionaris de belangrijkste politicus van Holland en de Republiek was, bezorgde Cornelis diverse belangrijke functies . Zo werd hij in 1654 via zijn broer door de Staten van Holland en West-Friesland aangesteld tot ruwaard van de heerlijkheid Putten, wat hem verplichtte in Geervliet te gaan wonen op het Hof van Putten. Het jaar erna werd hij lid van het college der veertigen in Dordrecht, waar hij nog steeds lid van de Oud-Raad was. Twee jaar later werd hij tevens dijkgraaf van Mijnsheerenland. In 1660 werd hij ook baljuw van de Beijerlanden. In 1666 en 1667 was hij burgemeester van Dordrecht. Verder was hij vanaf 1665 gedeputeerde te velde van de Staten-Generaal. In die functie moest hij als gevolmachtigde aanwezig zijn bij de door de Republiek gevoerde oorlogen. Zo had hij in 1667 tijdens de Tweede Engels-Nederlandse Oorlog het toezicht op de Tocht naar Chatham. Holland stelde spontaan voor Cornelis als dank voor zijn verdienste de heerlijkheid Spijkenisse te geven. Een jaar na de Tocht naar Chatham kantten Alkmaar en later Purmerend en Amsterdam zich tegen de benoeming. In plaats daarvan kreeg Cornelis, toen een aangeboden gouden beker hem niet goed genoeg scheen, door de invloed van zijn broer, alsnog een rentebrief van dertigduizend gulden. Cornelis werd in 1667 curator (bewindvoerder) van de Leidse universiteit. Twee jaar later werd hij lid van de gecommitteerde raden van het Zuiderkwartier en in het voorjaar van 1672 gezant van de Staten-Generaal bij de besprekingen in Brussel met de Spaanse landvoogd over mogelijke hulp als met Frankrijk oorlog zou uitbreken.

### Rampjaar

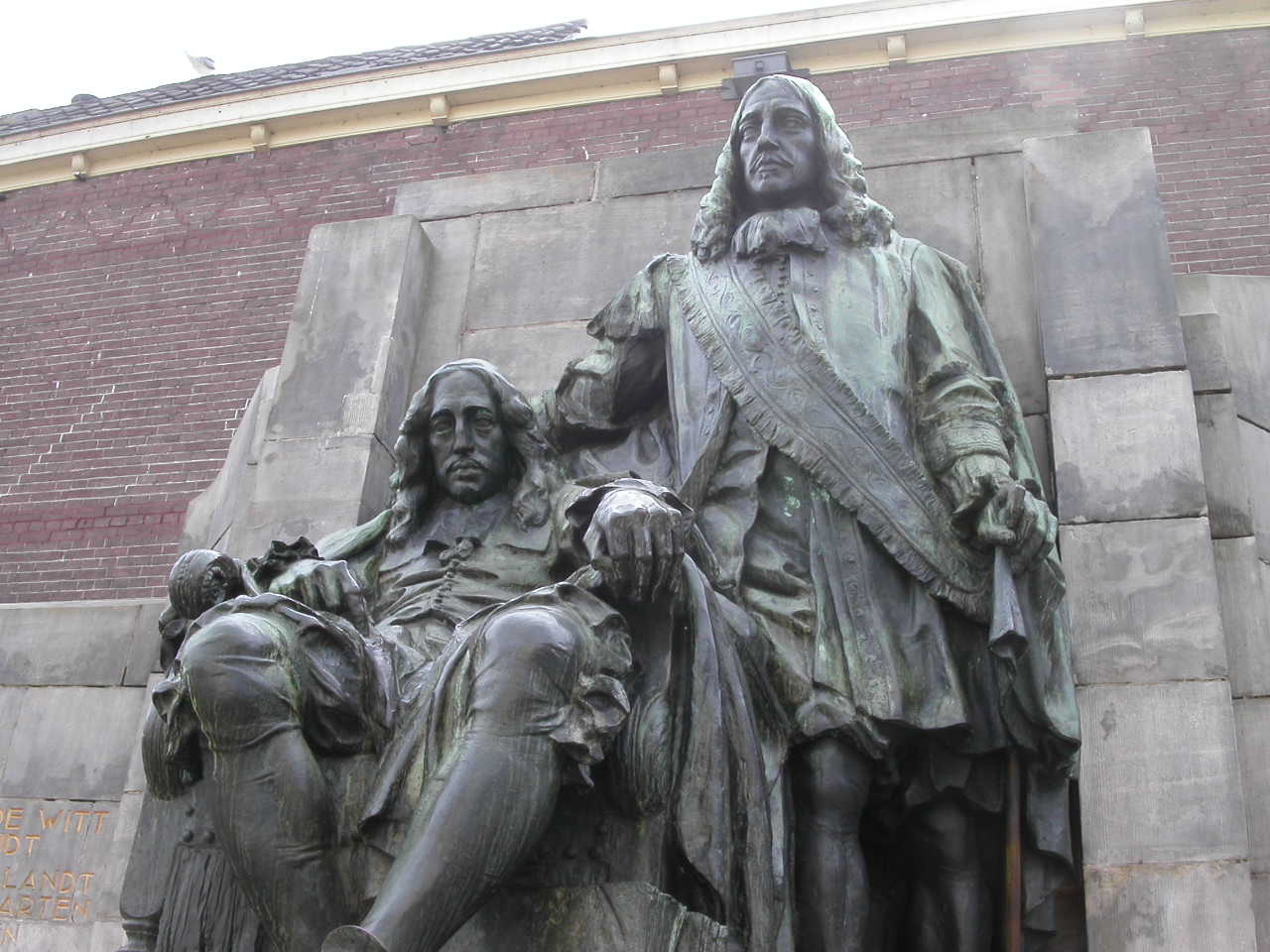
Standbeeld van Johan (links) en Cornelis de Witt, van de hand van Toon Dupuis uit 1918 op de Visbrug in Dordrecht.

Cornelis ging mee met de vloot en was de rechterhand van admiraal Michiel de Ruyter. Hij zou bij de Slag bij Solebay op 7 juni 1672 grote persoonlijke moed hebben betoond. Op een stoel op het dek van de Zeven Provinciën gezeten, bleef Cornelis tijdens het gevecht orders uitdelen, hoewel zijn halve lijfwacht rondom hem buiten gevecht werd gesteld. De zeeslag heeft hij in zijn geheel meegemaakt. Een maand na de zeeslag werd hij aan land gezet omdat hij aan 'zinkingen' leed, waarbij hij messcherpe steken door zijn lijf voelde gaan. Omdat hij aan wal ging, werd hij door sommige mensen beschuldigd van lafheid. De Ruyter nam het voor hem op en bestreed de aantijgingen.
De pro-Franse politiek van de raadpensionaris mislukte toen koning Lodewijk XIV de Republiek aanviel tijdens de Hollandse Oorlog. Door het oprukken van de Franse troepen richting Gorkum, zag de Oranjepartij eind juni kans de staatsgezinde regenten ten val te brengen. In de Staten en vroedschappen werd actie gevoerd om de 21-jarige prins aan de macht te brengen. Een zieke Cornelis werd 3 juli gedwongen om als raadslid van Dordrecht zijn handtekening te zetten onder de herroeping van het Eeuwig Edict. Hij lag nog steeds thuis ziek in bed en buiten had zich een woedende mensenmassa verzameld. Binnen stonden Orangisten die eisten dat hij tekende. Hij was de laatste van de Dordtse regenten die zijn naam nog niet op het papier had gezet. De Witt weigerde, waarop zijn echtgenote Maria smeekte het omwille van haar en de kinderen te doen, omdat ze doodsbang was dat anders het gezin uitgemoord werd. Zij liet haar echtgenoot weten dat als hij niet zou ondertekenen, zij en de kinderen hem zouden verlaten. De Witt ondertekende daarop, maar zette achter zijn naam de letters v.c.; die staan voor vi coactus, ofwel onder dwang. De toevoeging werd niet geaccepteerd en zijn vrouw streepte de afkorting door.

### Verdacht van hoogverraad
Een dag voordat Willem III op 9 juli tot stadhouder werd benoemd, kreeg Cornelis de Witt bezoek van de louche barbier-chirurgijn Willem Tichelaar. Twee weken later werd Cornelis door Tichelaar beschuldigd van het beramen van een moordpoging op prins Willem III van Oranje-Nassau.
De Witt werd op een zondag gearresteerd door de advocaat-fiscaal Jacob Ruysch. Cornelis lag ziek op bed en de rest van zijn gezin was naar een kerkdienst. De arrestatie vond plaats zonder kennisgeving aan de stad Dordrecht en in stilte werd Cornelis naar 's-Gravenhage gebracht. De privileges van Dordrecht om hem zelf te verhoren, waren daarmee geschonden. Dat Cornelis verdacht werd van hoogverraad, deed daar niets aan af. Alleen omdat Cornelis meldde zich niet te willen onttrekken aan de rechtsuitoefening van het Hof van Holland, verviel de klacht van Dordrecht over de wederrechtelijke aanhouding.
Cornelis werd gevangengezet in de kastelenij aan het Binnenhof. Ook Tichelaar werd er verhoord, maar die kon vrij in- en uitlopen. Tichelaar vertelde de rechtbank dat hij Cornelis thuis had opgezocht om te vragen of De Witt bereid was hem te helpen bij een probleem dat hij met de schout had. Volgens Tichelaar had Cornelis hem daarop aangeboden tegen extra beloningen de prins te doden. Het door Cornelis opgezette plan zou inhouden dat Tichelaar naar het legerkamp van de prins zou gaan en moest proberen om gif te stoppen in het wijn- of bierglas van de prins. Hij zou daar vanwege zijn kennis van medicijnen de geknipte persoon voor zijn. Zou dat niet lukken, dan moest hij met andere middelen - pistool, musket of degen - proberen de prins te doden om zich vervolgens onder de soldaten te begeven en net te doen of hij van niets wist.
De Witt daarentegen zei dat Tichelaar hem bezocht had om zijn ongerustheid kenbaar te maken over een vermeend aanstaand huwelijk tussen de prins en een Engelse prinses en dat hij vreesde dat de onafhankelijkheid van de Republiek daardoor in gevaar zou komen. Daarop zou Tichelaar hebben aangeboden de prins "iets aan te doen." Het sprak niet in het voordeel van Cornelis dat hij Tichelaar niet had laten arresteren. Wel had hij de informatie aan de stadssecretaris doorgespeeld. Tichelaar werd ook niet meteen geloofd. Hij had namelijk geen onbesmet verleden. Verder had hij eerst twee weken lang zijn mond gehouden over wat Cornelis hem gezegd zou hebben en was voordat hij naar de rechtbank stapte naar het legerkamp van Willem III gegaan om met vertrouwelingen van de prins overleg te voeren.
Op 6 augustus werd Cornelis overgebracht naar de Gevangenpoort. Daarmee was hij een officiële verdachte geworden. Tichelaar was die dag onder druk van de stad Dordrecht ook daarnaartoe gebracht. Twee dagen later deed het gerucht de ronde dat De Witt had willen ontsnappen of was vrijgelaten. Een woedende menigte verzamelde zich bij de Gevangenpoort. De rechters, bang dat hen iets werd aangedaan, besloten Cornelis bij het raam van zijn cel te plaatsen om het volk te tonen dat hij er nog steeds was. Voor de zekerheid werd een permanente wacht opgesteld.
Op 13 augustus was voor de rechtbank duidelijk dat de verklaringen van beide mannen tegenstrijdigheden bevatten. De kwestie werd nog ingewikkelder toen de lezing van een huisknecht die het gesprek op last van Cornelis' vrouw Maria van Berckel had afgeluisterd, behoorlijk afweek van wat Cornelis en Tichelaar verklaard hadden.

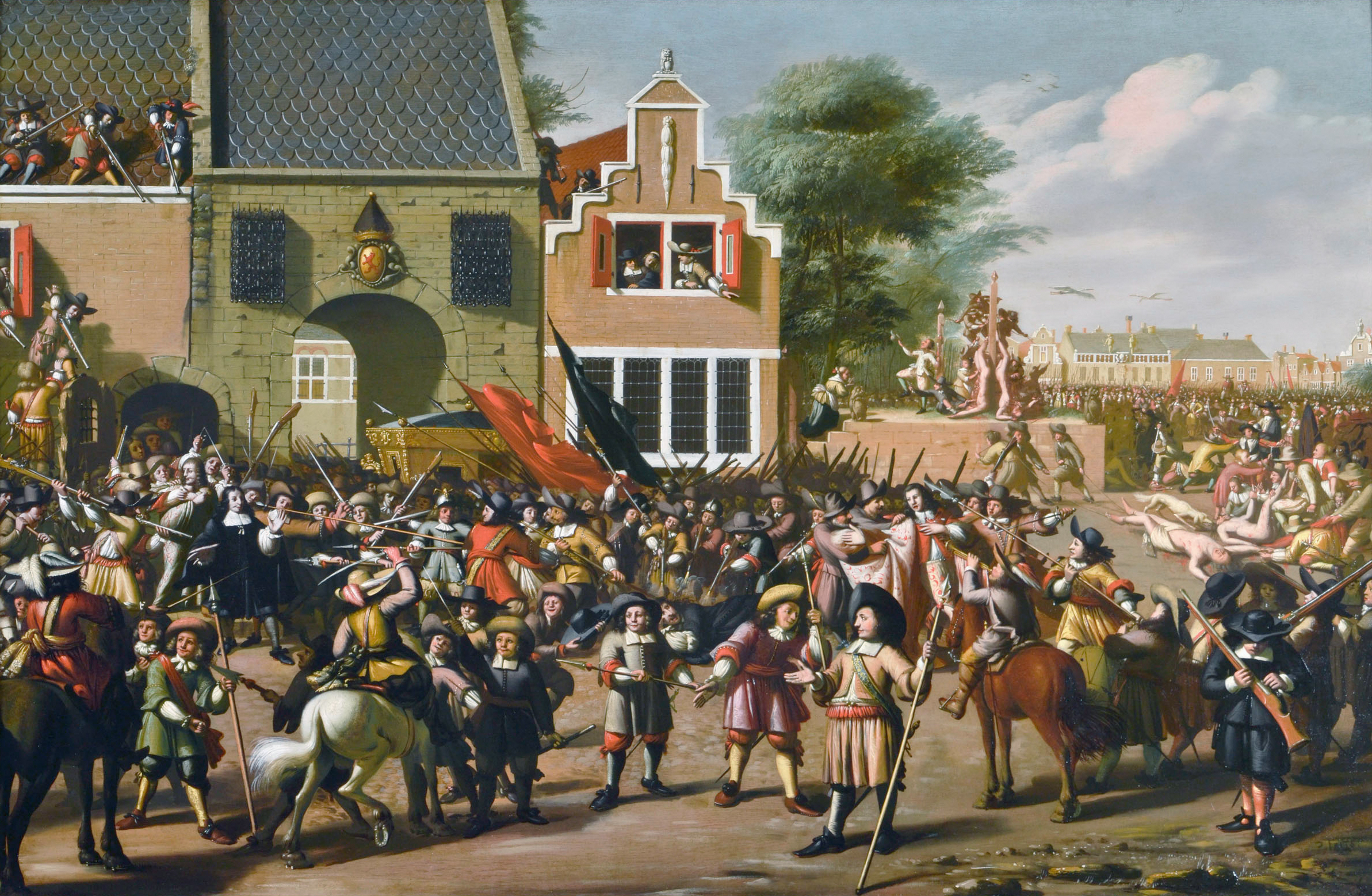
Vier stadia van de moordpartij afgebeeld in één schilderij, van de hand van Pieter Frits.

### Marteling
De rechters vonden dat er genoeg bewijs was om Cornelis te martelen om 'de waarheid te achterhalen'. Het 'scherp examen' vond plaats op 19 augustus. De avond van tevoren had Cornelis geen avondmaal gekregen. Hij had zich moeten uitkleden tot op zijn onderbroek. Allereerst kreeg hij de 'scheenschroeven' om. Zijn armen werden door de beul Jan Corstyaense op zijn rug gebonden en aan elke dikke teen werd een gewicht van 50 pond gehangen. Vervolgens werd hij aan zijn armen met behulp van katrollen omhoog getakeld. Toen hij hing, kwamen voor het eerst de rechters binnen om hem te ondervragen. Vervolgens werd hij heen en weer gezwaaid. Daarna werd hij op de 'pijnbank' gelegd, vastgebonden met een dun touw vol knopen en werd zijn hoofd tussen vier pennen gelegd. De martelingen namen 3,5 uur in beslag. Cornelis hield zijn onschuld vol. Tichelaar bleef een gang naar de beul bespaard.

### Vonnis
Op 20 augustus werd hij zonder specificering van het tenlastegelegde voor de rest van zijn leven verbannen uit Holland en West-Friesland, op straffe van een boete als hij zou terugkeren. Tevens werd hij veroordeeld tot verlies van al zijn ambten en betaling van alle kosten. Wel werd aangegeven dat zijn straf te maken had met de aanklacht tegen hem en wat hij tijdens de verhoren daarover verteld had. Het vonnis was bijzonder. Het kwam hoogst zelden voor dat een verdachte veroordeeld werd zonder dat de reden werd meegedeeld. Jori Zijlmans, conservator van de Gevangenpoort, en historicus Luc Panhuysen zijn van mening dat de rechters uit vrees voor de volksmassa het niet aangedurfd hebben te openbaren dat De Witt vrijgesproken was van het beramen van een moordpoging op de prins. Een levenslange verbanning achtten zij een redelijke straf voor meineed. Het ontnemen van de ambten was een direct gevolg van de verbanning. Cornelis wilde hoger beroep aantekenen, maar zover zou het niet komen.

### Gelyncht

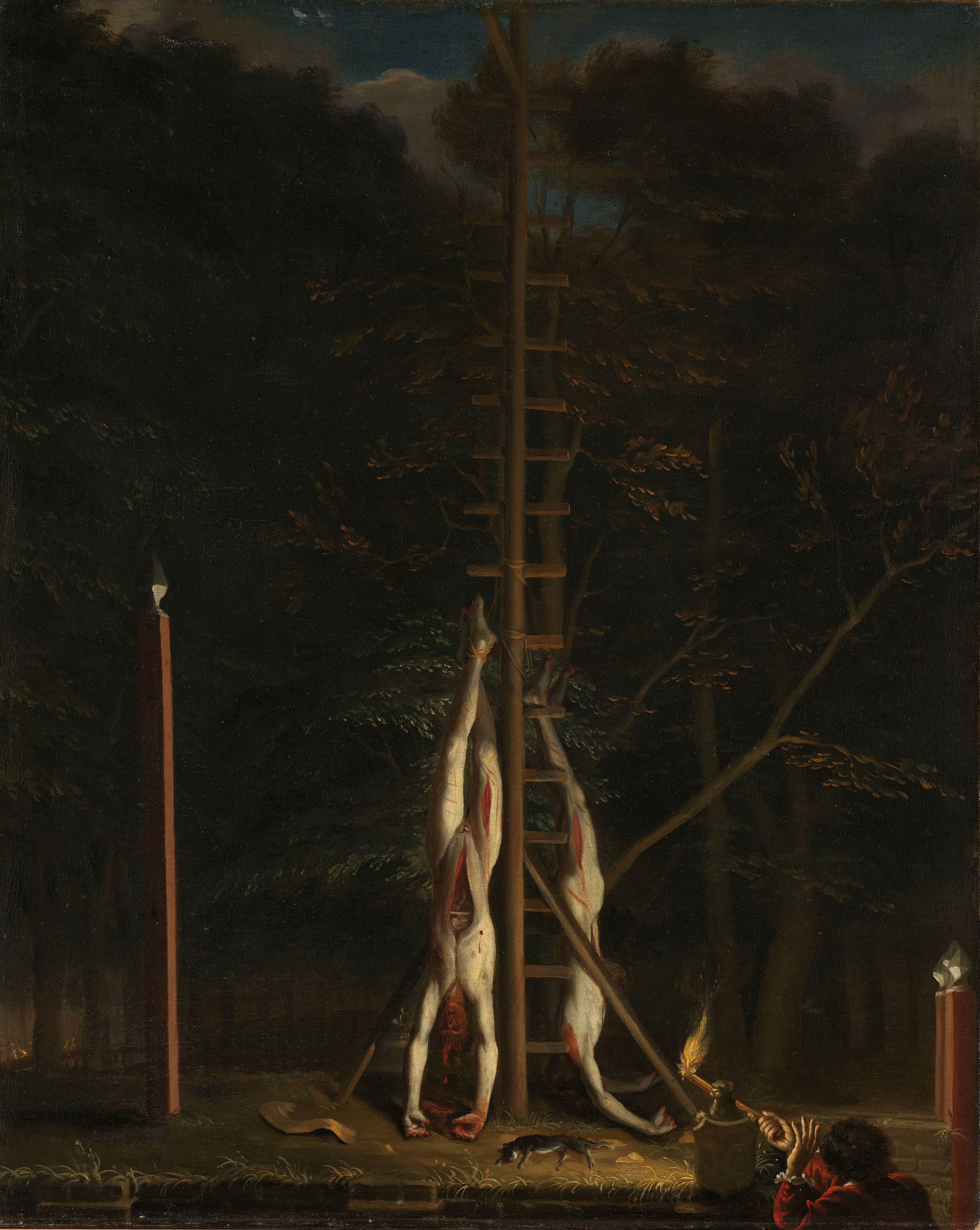
De verminkte lijken van de gebroeders De Witt, opgehangen op het Groene Zoodje aan de Vijverberg te Den Haag. (1672)

Toen zijn broer hem op de dag van de uitspraak uit de gevangenis kwam halen, werden beiden door opgejutte schutters uit de Gevangenpoort gesleurd. Zijn broer werd meteen met een nekschot afgemaakt. Cornelis werd neergeslagen. Toen hij alsnog zijn hoofd oprichtte, werden hem met twee slagen van een geweerkolf de hersens ingeslagen. Hij werd vervolgens beschoten en met messen gestoken. Beide lichamen werden opengereten, ontmand en ondersteboven opgehangen. Eén aanvaller poogde van zijn ontklede lijk het geslachtsdeel af te bijten; toen dat mislukte ontmande hij hem met een mes, nam het geslacht in de mond en gaf het toen aan een ander die het opat. Weer een ander sneed repen vlees uit de billen om die meteen op te eten. Later werden bij beide broers door de schutter Hendrick Verhoeff de harten uit het lijf gesneden, die nog jarenlang door deze ter bespotting werden tentoongesteld.
Op 23 augustus klopte een deurwaarder aan bij het huis waar Johan de Witt gewoond had. Hij vroeg 1400 gulden voor de kosten van de rechtszaak tegen Cornelis. Enkele dagen later kwam hij eenzelfde bedrag opeisen om opnieuw enkele dagen later om een bedrag van 500 gulden te vragen. Als reden werd opgegeven dat Tichelaar ontevreden was over de vergoeding van de kosten die hij ontvangen had voor het aanbrengen van de ruwaard. Hij had bedreigingen geuit, waarop telkens een deurwaarder gestuurd werd om het geld te innen bij de familie van de gebroeders De Witt.
Enkele maanden later stierf Jan Christiaensz./Corstiaensz., de scherprechter (beul) die Cornelis gemarteld had. Op zijn doodsbed had hij in een brief vergiffenis gevraagd aan de weduwe van Cornelis. Hij sprak daarin uit dat hij overtuigd was van de onschuld van haar man. Hij schreef dat het hem was opgedragen ten onrechte te ontkennen dat Cornelis zwaar gemarteld was. Hij gaf in de brief toe dat hij gelogen had toen hij  verteld had dat de marteling niet veel voorstelde en dat hij in ruil voor een glas wijn de pijnigingen had kunnen doorstaan.

### Verhouding tussen Cornelis en Johan
Cornelis de Witt heeft in de geschiedschrijving de naam gekregen dat hij sterk afhankelijk was van zijn enkele jaren jongere broer Johan. Toen hij in 1667 en 1672 als gedeputeerde op de vloot was zou hij slaafs de bevelen van zijn broer hebben uitgevoerd. Op deze visie, die door De Witt-biograaf Nicolaas Japikse de wereld in is gebracht, valt het nodige af te dingen. In 1667 was Cornelis door Johan met de vloot meegestuurd om de vloot te dwingen de gevaarlijke Tocht naar Chatham uit te voeren. Dit plan was inderdaad van Johan afkomstig en die had goed ingeschat dat de bevelhebbers, zoals Michiel de Ruyter, het niet aandurfden deze gewaagde actie uit te voeren. Cornelis kreeg de vlootkrijgsraad zo ver om de Medway op te varen. Raadpensionaris Johan was daar niet bij en hij liet het aan zijn broer over om de krijgsraad te overtuigen. Het resultaat was dat een gedeelte van de vloot onder aanvoering van Willem Joseph van Gendt en Cornelis de Witt de tocht naar Chatham ondernam en dat De Ruyter, die ook ziek was, achterbleef en pas op het strijdtoneel verscheen toen de Engelse schepen veroverd en vernietigd waren.
In 1672 werd Cornelis op voorstel van Johan weer gedeputeerde namens de Staten-Generaal op de vloot en hij moest, als het mogelijk was, weer hetzelfde huzarenstuk als vijf jaar eerder uitvoeren. Cornelis had grote bezwaren tegen het plan van zijn broer, want hij verwachtte dat de Engelsen nu voorbereid zouden zijn op een nieuwe aanval op de haven van Chatham. Uit de briefwisseling tussen Cornelis en Johan uit de periode mei-juni 1672 blijkt dat Cornelis zijn bezwaren kenbaar maakte, maar ook dat hij de scheepskrijgsraad zo ver kreeg Johans plan te willen uitvoeren. Toen uit alles bleek dat een nieuwe aanval op Chatham zinloos was legde Cornelis zich hierbij neer en zette de vloot ertoe aan jacht te maken op de Engelse en Franse vloot. De bedoeling was om de vereniging van beide vijandelijke vloten te voorkomen. Uiteindelijk leidde de zoektocht naar de Engelsen tot de Slag bij Solebay op 7 juni 1672.
Op basis van Cornelis' optreden op de vloot in 1667 en 1672 kan niet geconcludeerd worden dat hij aan de leiband van zijn broer liep. Dat Cornelis in 1667 het plan uitvoerde dat Johan bedacht had om de Engelsen tot vrede te dwingen, namelijk de Tocht naar Chatham, is logisch: daarvoor was hij als gedeputeerde op de vloot. Bovendien was het een gewaagd en daardoor een succesvol plan. In 1672 probeerde Cornelis zijn instructie uit te voeren, maar hij was niet doof en blind voor alle bezwaren van de kapiteins en moeilijkheden die zich voordeden. Cornelis was zelfstandig genoeg om de aanvalsplannen van de Nederlandse vloot aan te passen en dat leidde tot de Slag bij Solebay.

## Rol Willem III bij dood
De precieze rol die stadhouder Willem III gespeeld heeft bij de moorden op de gebroeders De Witt, is toentertijd van officiële zijde nooit onderzocht. Willem III was ten tijde van de moorden gelegerd in Alphen. Beweerd wordt dat de stadhouder op woensdagavond 17 augustus in 's-Gravenhage een laat bezoek heeft gebracht aan zijn vertrouwelingen en tevens verre verwanten Willem Adriaan I van Nassau-LaLecq en William Nassau de Zuylestein. En op 18 augustus werd Johan Maurits van Nassau-Siegen uitgenodigd om voor dringende zaken naar het legerkamp van de prins te komen. Het drietal zou zich op de dag van de moorden in de buurt van de Gevangenpoort, in de herberg de Beuckelaer op de Plaats, hebben opgehouden. De orangist Johan Kievit wordt door velen ook verdacht bij de moordpartij betrokken te zijn geweest. Hij had eerder een moord op Johan de Witt willen plegen, maar zijn plan werd bij toeval ontdekt en hij wist in augustus 1666 te ontsnappen naar Engeland. Willem III had zijn veroordeling tot de doodstraf weten in te trekken, waarna hij in juli 1672 teruggekeerd was naar Holland.

## Trivia
- Het Rijksmuseum Amsterdam bezit een hangmat die door Cornelis de Witt gebruikt is aan boord van een oorlogsschip als gedeputeerde van de Staten-Generaal ter zee.
- Het museum Mr. Simon van Gijn in Dordrecht bezit de deurwaardersroede die door Tomas Robijn, deurwaarder van het Hof van Holland, gebruikt werd toen de advocaat-fiscaal van het Hof op 24 juli 1672 Cornelis de Witt te Dordrecht in hechtenis nam.
- Het Haags Historisch Museum heeft een vinger die van Cornelis de Witt zou zijn geweest. Het Nederlands Forensisch Instituut (NFI) heeft onderzoek naar deze reliek gedaan, waarbij volgens het NFI enig bewijs gevonden is dat deze daadwerkelijk van Cornelis moet zijn geweest.[10]
- In 2024 zond de Nederlandse Omroep MAX de meerdelige tv-documentaire De Grooten Tour van de Gebroeders De Witt uit, met als presentater Huub Stapel, over de reis naar Frankrijk, Genève en Engeland van Cornelis en Johan de Witt.[11]